# Pretty Baby (Vanessa Carlton)
Pretty Baby è un singolo della cantautrice statunitense Vanessa Carlton, pubblicato il 2 dicembre 2002 come terzo e ultimo estratto dal primo album in studio Be Not Nobody. Il singolo è stato scritto dalla stessa cantante e prodotto da Ron Fair.
Il brano è stato nominato ai Teen Choice Awards nel 2003 nella categoria Canzoni d'amore.

## Video Musicale
Il video è diretto da Marcos Siega. La clip si alterna a scene dove la cantante suona il pianoforte e scene dove cammina per casa mentre ha delle visioni riguardanti lei stessa e il suo ragazzo: inizialmente si trovano in un'auto a ridere, per poi suonare il pianoforte assieme e successivamente partecipare ad una festa, dove però il ragazzo parla con un'altra ragazza. L'ultima visione riguarda la cantante che regala una chitarra al suo ragazzo, ma subito dopo torna alla realtà e prende quella stessa chitarra per lanciarla giù dalla finestra. Nell'ultima scena la cantante si sposta in camera da letto, dove rivela di tenere legato ad una sedia il ragazzo.

## Classifiche
| Classifica (2003) | Posizione massima |
| ----------------- | ----------------- |
| Belgio (Fiandre)  | 67                |
| Paesi Bassi       | 86                |
| Regno Unito       | 94                |
| Stati Uniti       | 101               |
| Svizzera          | 62                |